# Pouštět draka
Pouštět draka je krátký česko-slovensko-polský animovaný film slovenského režiséra Martina Smatany z roku 2019, který vytvořil jako svůj absolventský film na FAMU. Film beze slov vypráví o chlapci, který se vyrovnává se smrtí dědečka. Loutky jsou vytvořeny z několika vrstev látky.
Film byl oceněn dětskou porotou jako nejlepší film pro děti na festivalu v Annecy a dostal se do semifinále studentských Oscarů spolu s dalším filmem z FAMU Dcera, který cenu získal.